# Música clásica (zarzuela)
Música clásica es una zarzuela en un acto (género chico), con música de Ruperto Chapí y libreto de José Estremera. Se estrenó el 20 de septiembre de 1880 con gran éxito en el Teatro de la Comedia de Madrid. 
Música clásica famosa por estar en repertorio durante dos siglos, llevándose por la famosísima Ases líricos durante años y años ahora rara vez se representa en la actualidad por falta de conocimiento de la misma y de buenos cómicos-líricos; en las estadísticas de Operabase aparece con sólo tres representaciones para el período 2005-2010. 